# Избор на Хобсън
Избор на Хобсън (на английски: Hobson's choice) е право на избор, при който единствената възможност е да се приеме  направеното предложение.
В такава ситуация се предполага, че човек трябва да избере, но в действителност няма реален избор, защото онова, което може да направи или да има, е само едно-единствено:
- привидно свободен избор, при който няма реална алтернатива, онова, което следва да е избор, е наложено;
- необходимостта да се приеме една от две еднакво подлежащи на възражения възможности.[3]

Ситуацията по смисъл сякаш най-добре се описва от българската пословица: „Когато та канят еж, когато та гонят – беж.“

## Произход
Томас Хобсън (1541 – 1631) бил кираджия и притежавал хан в Кеймбридж, Англия, като между другото отдавал под наем коне за езда на студентите от местния университет. За да осигури еднаквото използване и износване на конете, той предоставял на своите клиенти единствения избор да взимат само коня, който e бил най-близко до вратата. Или с други думи: „Вземаш каквото ти се предлага или си отиваш“; „Имаш всякакъв избор, стига да е моят“. Един от тях, Джон Милтън, ще бъде толкова впечатлен от университетския превозвач, че неговата смърт ще го подтикне да напише две епитафии.

## Съвременна употреба
Джон Стюарт Мил споменава изборa на Хобсън в няколко от своите произведения.
През 2013 година български финансов анализатор използва фразата, за да опише дълговата криза в Кипър.